# Xinfa (sockenhuvudort i Kina, Jilin Sheng, lat 44,58, long 122,45)
Xinfa (kinesiska: 新发, 新发乡) är en sockenhuvudort i Kina. Den ligger i provinsen Jilin, i den nordöstra delen av landet, omkring 230 kilometer väster om provinshuvudstaden Changchun. Antalet invånare är 9 891. Befolkningen består av 4 737 kvinnor och 5 154 män. Barn under 15 år utgör 16,0 %, vuxna 15-64 år 77 %, och äldre över 65 år 5,0 %.
Runt Xinfa är det ganska glesbefolkat, med 40 invånare per kvadratkilometer. Det finns inga andra samhällen i närheten. Trakten runt Xinfa består till största delen av jordbruksmark.
Genomsnittlig årsnederbörd är 524 millimeter. Den regnigaste månaden är juli, med i genomsnitt 123 mm nederbörd, och den torraste är januari, med 5 mm nederbörd.